# ساندور كالو
ساندور كالو (بالمجرية: Kaló Sándor)‏ (ولد في 16 مارس 1944)  هو لاعب كرة يد مجري سابق ومدرب.
مثل الفريق المجري في بطولة العالم عام 1967 حيث فاز بالمركز الثامن. في عام 1972، لعب ست مباريات وسجل 14 هدفًا في الألعاب الأولمبية، مما ساعد فريقه في الوصول إلى المركز الثامن مرة أخرى.
- 1978

## روابط خارجية
- ساندور كالو على موقع أوليمبيديا (الإنجليزية)
- ساندور كالو على موقع اللجنة الأولمبية المجرية (الهنغارية)